# Greysia Polii
Greysia Polii (Jakarta, 1987. augusztus 11.–) indonéz tollaslabdázó.

## Pályafutása
A 2020. évi nyári olimpiai játékokon tollaslabda női párosban (Apriyani Rahayu) aranyérmet nyert.